# 9. Panzer-Division
9. Panzer-Division var en pansardivision i den tyska armén under andra världskriget.

## Slag

### Kursk
Deltog som en del i XXXXVII. Panzerkorps i 9. Armees angrepp på den norra sidan av Kursk-fickan.

## Befälhavare[1]
- General der Panzertruppen Alfred Ritter von Hubicki (3 Jan 1940 - 15 Apr 1942)
- Generalleutnant Johannes Bäßler (15 Apr 1942 - 27 July 1942)
- Generalmajor Heinrich-Hermann von Hülsen (27 July 1942 - 4 Aug 1942)
- Generalleutnant Walter Scheller (4 Aug 1942 - 22 July 1943)
- Generalleutnant Erwin Jolasse (22 July 1943 - 1 Oct 1943)
- Generalmajor Dr. Johannes Schulz (1 Oct 1943 - 27 Nov 1943)
- Generalleutnant Erwin Jolasse (27 Nov 1943 - 10 Aug 1944)
- Oberst Max Sperling (10 Aug 1944 - 3 Sep 1944)
- Generalmajor Gerhard Müller (3 Sep 1944 - 16 Sep 1944)
- Generalleutnant Harald Freiherr von Elverfeldt (16 Sep 1944 - 6 Mar 1945)
- Oberst Helmut Zollenkopf (6 Mar 1945 - 26 Apr 1945)

## Organisation
Divisionens organisation hösten 1940.
- Stab
- 33. Panzer-Regiment
  - Panzer-Abteilung I
  - Panzer-Abteilung II
- 9. Schützen Brigade
  - Schützen-Regiment
    - Schützen-Bataillon I
    - Schützen-Bataillon II

  - Schützen-Regiment
    - Schützen-Bataillon I
    - Schützen-Bataillon II

  - Kradschützen-Bataillon Motorcykelbataljon
- 9. Aufklürungs-Abteilung Spaningsbataljon
- 102. Artillerie-Regiment
  - Artillerie-Abteilung I
  - Artillerie-Abteilung II
  - Artillerie-Abteilung III
- 50. Panzerjäger-Abteilung Pansarvärnsbataljon
- 85. Nachrichten-Abteilung Signalbataljon
- 86. Pionier-Bataillon Pionjärbataljon

Divisionens organisation 1943.
- Stab
- 33. Panzer-Regiment
- 10. Panzergrenadier-Regiment
  - Panzergrenadier-Bataillon I
  - Panzergrenadier-Bataillon II
  - Infanterie Geschütz Kompanie motoriserat
  - Flak-Kompanie självgående
- 11. Panzergrenadier-Regiment
  - Panzergrenadier-Bataillon I
  - Panzergrenadier-Bataillon II
  - Infanterie Geschütz Kompanie motoriserat
  - Flak-Kompanie självgående
- 50. Panzerjäger-Abteilung Pansarvärnsbataljon
  - Panzerjäger-Kompanie motoriserat
  - Panzerjäger-Kompanie självgående
  - Flak-Kompanie självgående
- 9. Aufklürungs-Abteilung Spaningsbataljon
- 76. Artillerie-Regiment
  - Artillerie-Abteilung I
  - Artillerie-Abteilung II
  - Artillerie-Abteilung III motoriserat
  - Artillerie-Abteilung IV självgående
- 287. Heeres-Flak-Artillerie-Abteilung Luftvärnsbataljon
- 86. Pionier-Bataillon Pionjärbataljon
- 85. Nachrichten-Abteilung Signalbataljon